# 닉 벤슨
닉 벤슨(Nick Benson, 1994년 6월 8일 ~ )는 미국의 배우이다. 썸머랜드에서 데릭 웨스털리 역할로 출연하였다.

## 출연 작품
- 베스트 플레이어 (2011)
- 스윙타운 (2008)
- 썸머랜드 (2004)